# Congrégation du cérémonial
La Sacrée Congrégation du cérémonial (Sacra congregatio cæremonialis) est une ancienne branche de la Curie romaine, chargée de diriger toutes les cérémonies pontificales et cardinalices qui avaient lieu à la cour du pape ou aux offices. Elle fut supprimée par Paul VI en 1967.

## Histoire et attributions
On ne sait pas exactement qui a créé cette congrégation. Beaucoup attribuent sa fondation à Sixte-Quint, mais d'autres à son prédécesseur immédiat, Grégoire XIII, en 1572. Certains historiens supposent que cette dernière opinion est prouvée par les archives de la congrégation elle-même. Si c'est le cas, l'erreur de certains auteurs est manifeste, lorsqu'ils estiment que cette congrégation n'est guère plus qu'une branche de la Congrégation des rites, fondée par Sixte-Quint en 1587, ou qu'elle tire son existence de cette dernière. 
Elle est, au contraire, plus ancienne que l'autre congrégation, et s'occupe directement de la partie la plus haut placée de la liturgie, si l'on tient compte des personnages qu'elle concerne. 
Il est raisonnable qu'une congrégation spéciale doive prendre soin de cérémonies si augustes et si solennelles, car il est de la plus haute importance que, lorsque le chef suprême de l'Église participe à des fonctions ecclésiastiques, assisté par les dignitaires les plus illustres de l'Église, tout corresponde à la pompe qui convient à leur caractère et à la nature de la fonction qu'ils occupent. Puisque dans toutes les cours il y a un grand maître des cérémonies, chargé de diriger les actes du souverain dans les manifestations solennelles, il était donc nécessaire qu'il y eût à la cour pontificale une autorité qui présidât de telles fonctions. C'était la Congrégation du cérémonial qui s'en occupait et elle devait, en dehors de la direction des fonctions liturgiques, diriger le cérémonial de la cour pontificale pour la réception des souverains ou des ambassadeurs.
Sa fonction première était donc de régler les cérémonies des chapelles papales, de résoudre les doutes de préséance et de formalité entre les cardinaux, les prélats, etc., de prescrire les règles d'étiquette qu'ils devaient observer dans leur costume, leurs visites, leurs armoiries, etc.
Elle communiquait aussi les instructions aux légats du Saint-Siège pour maintenir la dignité nécessaire dans leurs négociations. Cette congrégation donnait également les instructions aux membres de la Garde noble et aux ablégats qu'on envoyait remettre aux nouveaux cardinaux, vivant hors de Rome dans des États catholiques, la nouvelle de leur promotion, avec le chapeau de cardinal et la barrette rouge. Elle informait les cardinaux nouvellement promus de l'étiquette que leur nouvelle dignité leur demandait désormais de suivre. Enfin, elle tranchait les questions de préséance qui survenaient parmi les cardinaux ou parmi les ambassadeurs auprès du Saint-Siège. 
La congrégation a été dissoute en 1967 par Paul VI dans le cadre des réformes de la Curie.

## Préfets depuis 1884
- Carlo Sacconi (1884-1889)
- Raffaele Monaco La Valletta (1889-1896)
- Luigi Oreglia di Santo Stefano (1897-1913)
- Vincenzo Vannutelli (1914-1930)
- Gennaro Granito Pignatelli di Belmonte (1930-1948)
- Francesco Marchetti-Selvaggiani (1948-1951)
- Eugène Tisserant (1951-1967)